# 王家禧
王家禧（1923年5月27日—2017年1月1日），筆名王澤，漫畫家，生於中国天津，其父親是北洋軍閥兼東三省省長王承斌。1944年从北京辅仁大学西方艺术系毕业，曾在天津任美術工作。1956年移居香港，他所著的《老夫子》聞名中外，風靡整個華人社区。
王家禧的六个儿子都拥有他的美术细胞。其笔名王泽亦是取于其长子之名。王家禧在1980年代带着家人移民到美国加州，之後《老夫子》的发展是由其中两个儿子在台湾负责。移民後王家禧平日最大嗜好除了畫漫畫就是釣魚，還迷上了做陶器。
王家禧於美國時間2017年1月1日凌晨5時57分因年老器官衰竭逝世，享耆壽93歲。

## 剽竊爭論
很早之前，早有不少中國大陸畫家和讀者揭發《老夫子》的原創其實是已故漫畫家朋弟，質疑王澤有剽竊之嫌，但一直也沒有受到廣泛的關注。直至2001年，著名画家、作家馮驥才出版了一本書《文化發掘老夫子出土：為朋弟抱打不平》，指證王澤的《老夫子》是抄襲自朋弟《老夫子》，自此受到社會廣泛關注。

## 外部連結
- 老夫子英文官方網站 （页面存档备份，存于）
- 老夫子中文官方網站 （页面存档备份，存于）
- 老夫子 相片集 （页面存档备份，存于）
- 誰是《老夫子》的原創者？（爭鳴錄） （页面存档备份，存于）